# Droga krajowa B167 (Niemcy)
Droga krajowa nr 167 (niem. Bundesstraße 167, B 167) – niemiecka droga krajowa przebiegająca  z zachodu na wschód od skrzyżowania z drogą B5 w Bückwitz do skrzyżowania z drogą B112 w Lebus w Brandenburgii koło granicy z Polską na północ od Frankfurtu nad Odrą.

## Miejscowości leżące przy B167
Bückwitz, Metzelthin, Ganzer, Temnitztal, Kerzlin, Dabergotz, Neuruppin, Wulkow, Herzberg (Mark), Grieben, Löwenberger Land, Neulöwenberg, Liebenberg, Falkenthal, Liebenwalde, Zerpenschleuse, Langer Grund, Finowfurt, Wolfswinkel, Eberswalde, Tornow, Hohenfinow, Falkenberg, Bad Freienwalde (Oder), Altranft, Wriezen, Vevais, Kunersdorf, Metzdorf, Gottesgabe, Altfriedland, Neuhardenberg, Gusow-Platkow, Seelow, Dolgelin, Lebus.